# Francesco Sparacio
Francesco Sparacio (Carini, 5 febbraio 1927 – Carini, 19 novembre 1999) è stato un presbitero, educatore e teologo italiano.

## Biografia

### Formazione ecclesiastica
Nasce a Carini (PA) da Giuseppe e Rosaria Mannino e viene battezzato il giorno dopo nella Chiesa di Maria SS. Odigitria dal Sac. Rosario Abbate. La testimonianza di vita dell’arciprete di Carini, il Servo di Dio Mons. Tommaso Mannino, lo porta a chiedere di entrare in Seminario. Nel 1939 entra nel Seminario arcivescovile di Monreale, dove compie gli studi ginnasiali e teologici in preparazione al sacerdozio. Il 15 agosto 1951 viene ordinato sacerdote, insieme a Giuseppe Schirò, nella Cattedrale di Monreale dall’arcivescovo Mons. Francesco Carpino.

### Incarichi pastorali
Dopo l'ordinazione presbiterale è nominato vice parroco della parrocchia del Carmine di Monreale e ricopre l’incarico di Cancelliere della Curia arcivescovile. 
Nel 1952 è nominato vicerettore del Seminario, prima del minore e poi del maggiore, durante il rettorato di Mons. Pasquale Bacile ed inizia ad insegnare latino e greco al ginnasio. 
Si iscrive alla Pontificia Università Lateranense di Roma, dove consegue la licenza in Teologia pastorale.
Nel 1958 è nominato Assistente diocesano dell’Azione Cattolica, prima per l’Unione Donne e poi per l’ACR.
Nel 1962 è nominato Padre spirituale del Seminario minore e dal 1971 al 1981 è Rettore del Seminario Arcivescovile. 
Nel 1978 l’arcivescovo Mons. Salvatore Cassisa lo nomina “Delegatus ad omnia”, al posto di Mons. Emanuele Catarinicchia che era stato consacrato Vescovo di Cefalù, e il giovedì santo del 1981 viene nominato Vicario generale dell’Arcidiocesi di Monreale.

### Impegno a Monreale
Mette a servizio dei laici, dei seminaristi, dei consacrati, la sua cultura teologica e pastorale, particolarmente nei ritiri e negli esercizi spirituali a vari istituti di vita consacrata.
Il ministero a servizio dei futuri presbiteri lo vede confrontarsi con cambiamenti epocali sia nella società civile come in quella ecclesiale. Infatti, sono gli anni della contestazione giovanile e delle crisi vocazionali post-1968, in cui non pochi sacerdoti abbandonarono il ministero.
Riprende a pubblicare la “Voce del Seminario”, periodico del Seminario arcivescovile di Monreale, per intensificare il rapporto con le parrocchie e con i benefattori, arricchendolo con approfondimenti storici e vari articoli.
Con mons. Saverio Ferina, amministratore del Seminario, porta avanti dei lavori di ristrutturazione e di adeguamento sia nel Palazzo delle Scuole del Seminario, sia nella Biblioteca Torres.
Nella Biblioteca del Seminario arcivescovile, di cui fu direttore, redige un elenco minuzioso delle cinquecentine del fondo originario del cardinale fondatore Ludovico III de Torres. Avendo ritrovato, avvolta in fogli di giornale pronti per essere cestinati, una raccolta inedita di circa 9.000 proverbi siciliani tradotti in versi latini dal can. Giuseppe Iannelli a metà del 1800, fa rilegare i quinterni sciolti in otto volumi e ne intraprende la trascrizione, a cui dedica pazientemente i ritagli di tempo degli ultimi venti anni della sua vita.
È stato la guida di riferimento della Cattedrale di Monreale, particolarmente per la visita dei Capi di Stato e delle personalità, come quella della Regina vedova Elisabetta d’Inghilterra, madre di Elisabetta II, nel 1987 e dei Reali Juan Carlos I di Spagna e Sofia di Grecia, il 2 ottobre 1998.
Ma anche di scolaresche e gruppi di bambini che accoglieva con lo stesso entusiasmo e la stessa cura con cui accoglieva reali e capi i stato.
Il 26 settembre 1983 il Santo Padre Giovanni Paolo II lo designa Vescovo di Ischia, ma rinuncia all’episcopato, volendo rimanere soltanto sacerdote.
Muore a Carini, all'età di 72 anni, il 19 novembre 1999.

### Onorificenze
Il 28 novembre 1980 viene nominato Cappellano di Sua Santità, da San Giovanni Paolo II e il 12 aprile 1983 riceve la nomina pontificia di Prelato d’onore di Sua Santità. Il 7 dicembre 1989 è nominato Commendatore dell’Ordine Equestre del Santo Sepolcro di Gerusalemme dal Card. Giuseppe Caprio e il 16 febbraio 1990 è eletto dal Pontefice Protonotario Apostolico.